# Frostbite Orckings
Frostbite Orckings ist eine fiktive Melodic-Death-Metal-Band.

## Konzept
Frostbite Orckings sind eine rein virtuelle Metalband, deren Musik gänzlich durch den Einsatz von Künstlicher Intelligenz entsteht. Die fiktive Band gehört zum Metalverse, einem Onlineprojekt, in der eine virtuelle Welt auf Heavy Metal trifft. Dabei kommt eine eigens mit verschiedenen Metalstilen antrainierte KI zu Einsatz, wobei die Lieder vor einer finalen Veröffentlichung von den Musikern verfeinert werden, die hinter dem Projekt stehen.
Die Initiatoren des Metalverse erklärten, dass alle Trainings- und Produktionsdaten sowie Softwaresysteme intern entwickelt worden sind, wodurch eine IP- und urheberrechtssichere Schöpfung gewährleistet wird. Laut einem Bericht des SWR sowie dem US-amerikanischen Forbes steht die Software und das Metalverse in der Hand des Bingener IT-Unternehmens Musical Bits, welches im Jahr 2021 von Musiker Stefan Schmidt gegründet wurde.
Wie der Name der Gruppe andeutet, besteht die virtuelle Band aus Orks, welche auch in den animierten Musikvideos auftreten.

## Besprechungen und Wahrnehmung
Am 22. Dezember 2023 erschien mit The Orcish Eclipse das erste Album der fiktiven Band, nachdem diese zuvor mit der Herausgabe mehrerer Singles von sich reden machen konnte. Dabei wurde unter anderem das Konzept in Teilen der Metal-Fachpresse kontrovers diskutiert. So konnte Sonja Schörg vom Onlinemagazin Metal.de, dem Konzept nach anfänglichen Vorurteilen etwas Positives abgewinnen, während ihr Kollege Marc Thorbrügge die Musik der „Band“ auf dem „rumpeligen Niveau ungehörter Proberaumaufnamen von Gruppen wie Powerwolf oder Wind Rose“ beschrieb und es als Frechheit bezeichnete den Vollpreis eines Albums für ein Werk auf Demoniveau zu verlangen.
Das Impericon Magazin schrieb, dass Frostbite Orckings mit der Herausgabe des ersten KI-Albums The Orcish Eclipse Metal-Geschichte schreiben.
Das Debütalbum wurde von der deutschsprachigen Fachpresse besprochen. So erhielt das Werk Rezensionen im Metal Hammer, bei Vampster, auf Metal.de, auf Powermetal.de, bei Time for Metal und bei Earshot.at.
Die englischsprachige Ausgabe des Metal Hammer veröffentlichte in Ausgabe 383 des Jahres 2023 einen Bericht über die fiktive Band. Auch in der Januar-2024-Ausgabe des deutschsprachigen Metal Hammer sowie im Legacy wurden mehrseitige Artikel gedruckt.

## Musik
Katrin Riedl beschreibt die Musik der fiktiven Musikgruppe als „eine auf Hit getrimmte, stark kommerzialisierte Version von Amon Amarth.“ Man höre „treibenden Heavy Metal mit Growls, Hintergrundsängern und Electro-Akzente“, die selten zu dominant wirken. Sebastian Keller wiederum verglich die Musik mit den  „ungeschliffenen Gehversuchen“ zahlreicher Digitalkünstler und bezeichnete die Musik als klanggewordene Metal-Variante.
Auch Christian Wögerbauer erkannte musikalische Ähnlichkeiten zu Amon Amarth. Dabei setze man auf „hymnische Mitsing-Refrains“ und schrecke auch nicht vor dem Einsatz orchestraler Elemente zurück. Das Debütalbum klinge in sich recht harmonisch bis fast einheitlich, was am kraftvollen, jedoch wenig organischem Klang und dem monotonen, emotionslosen Gesang liege. Jannik Kleemann schrieb in seiner Besprechung für das Onlinemusikmagazin Metal.de, dass man ohne Vorwissen keine Anzeichen ausmachen könne, dass eine Künstliche Intelligenz für das Entstehen der Musik verantwortlich ist und beschrieb die Musik als eine Mischung aus Amon Amarth, Hammerfall und Beast in Black. Marcel Rapp zog in seiner Besprechung für Powermetal.de das Fazit, dass nicht alles perfekt sein muss und darf, da der Metal – vor allem in seiner Frühphase – „herrliche“ Ecken und Kanten hatte, an denen der Hörer sich halten konnte, an dessen die menschliche Komponente stets an erster Stelle stand. Das Debütalbum sei ein interessantes und hörenswertes Album für Fans von Melodic Death- bzw. Power Metal, dem es aber an der menschlichen Komponente fehle.

## Diskografie
- 2023: Guardians of Time (Single)
- 2023: Bye Bye Wintertime (Single)
- 2023: We Navigate (Single)
- 2023: The Orcish Eclipse (Album, Metalverse, Musical Bits GmbH, Edel)